# تين سبيل
تين سبيل قرية في جبل الحلو تتبع منطقة مصياف في محافظة حماة في سوريا وتبعد عن مدينة حماة 55 كم غرباً، تقع على طريق حمص - مشتى الحلو. وتعتبر منطقة اصطياف تطل على الجبال والغابات والأحراج المجاورة لها وتتمتع بمناخ معتدل صيفاً وبارد شتاء. ويوجد فيها العديد من المقاصف والمقاهي وتقع على ارتفاع 1000 متر عن سطح البحر.
تقوم تين السبيل بالكثير من النشاطات حيث أنها تحتفل بعيد السيدة في 15 من أب وقد تم إنشاء قاعة تحت الكنيسة وهي قاعة جميلة من أجل جميع المناسبات.
وتم إنشاء فرقة كشافة من أهالي القرية.

## الزراعة
تشتهر بزراعة أنواع عديدة من أشجار الفاكهة منها التفاح بشكل رئيسي والتين والدراق والأجاص والكرز والخوخ وغيرها.